# Gyrogyne
Gyrogyne là một chi thực vật trong họ Gesneriaceae, hiện nay chỉ biết đến với 1 loài thực vật thân thảo sống lâu năm.

## Từ nguyên
Từ tiếng Hy Lạp γυρος (gyros) nghĩa là tròn, và γυνη (gynē) nghĩa là cái, nữ, vợ, trong thực vật học nghĩa là các bộ phận sinh sản cái của hoa; để nói tới bầu nhụy hình cầu hơi bị ép dẹp của nó.

## Phân bố và sinh thái
Miền nam Trung Quốc (mẫu thu được ở Bách Sắc, phía tây tỉnh Quảng Tây). Mọc ở những nơi ven đường có bóng râm trong khu vực đồi núi ở độ cao không lớn.

## Mô tả
Loài duy nhất được biết đến là Gyrogyne subaequifolia W.T.Wang, 1981. Tuy nhiên, hiện nay người ta chưa tìm lại được mẫu vật khác cho loài này và có lẽ nó đã tuyệt chủng. Các đặc điểm dưới đây là của loài này.
Cây thân thảo sống lâu năm, sống trên đất, có thân rễ ngắn. Thân thẳng, hoàn chỉnh, dài 10–16 cm, có lông măng ánh nâu, với 2-3 đốt, không phân cành. Lá mọc đối, có cuống 0,3-2,7 cm, hơi không đều trong mỗi cặp, phiến lá hình trứng kích thước 4-8 x 3,4-5,8 cm, mép lá răng cưa thô, gân lá lông chim. Xim hoa đầu cành, có cuống, ít hoa; không có lá bắc con, các hoa có cuống. Đài hoa đường kính khoảng 7mm. Lá đài hợp sinh ở nửa dưới, có nếp uốn. Tràng hoa màu trắng dài khoảng 1 cm; ống tràng dài 0,5 cm, rộng, hình túi ở gốc; phiến tràng hơi ngắn hơn ống tràng, có 2 môi, môi trên với 2 thùy tròn, môi dưới với 3 thùy tròn. Tuyến mật hình khuyên. Nhị 4, hợp nhất với tràng hoa tại gốc; chỉ nhị hình dùi; mô vỏ phân kỳ, gần như song song, không gặp nhau, mô liên kết  lồi ở đỉnh, nứt dọc; có nhị lép. Bầu nhụy tròn dẹp, không lông, một ngăn, thực giá noãn dính đỉnh, vòi nhụy mảnh dẻ, khoảng 4 lần dài hơn bầu nhụy; đầu nhụy tròn dẹp. Ra hoa tháng 6. Quả không rõ. Nhiễm sắc thể không rõ.
Theo một số đặc điểm hoa (đài hoa có nếp uốn, ống tràng rộng) thì chi này rất gần với Stauranthera; khuynh hướng lá chỉ hơi không đều của nó có thể coi như là một điều kiện tổ tiên (do Stauranthera và chi có quan hệ gần với nó là Loxonia đều có lá rất không đều trong mỗi cặp). Tuy nhiên, một vài đặc trưng làm cho việc đưa nó vào vị trí trong  nhóm Epithematoid của họ Gesneriaceae là đáng ngờ, như lông không có móc, cấu trúc bầu nhụy (một lá noãn vô sinh?). Vị trí là liên minh với Chirita hay Hemiboea cũng là có thể.